# Avía
Avía (Avia, Paliochora) är en ort i Grekland.   Den ligger i prefekturen Messenien och regionen Peloponnesos, i den södra delen av landet, 180 km sydväst om huvudstaden Aten. Avía ligger 15 meter över havet och antalet invånare är 281.
Terrängen runt Avía är varierad. Havet är nära Avía åt nordväst. Runt Avía är det glesbefolkat, med 12 invånare per kvadratkilometer. Närmaste större samhälle är Kalamata, 8,6 km norr om Avía. 